# Around the Planet
Around the Planet är ett musikalbum från 1988 av den nederländska syntmusikgruppen Laserdance.

## Låtlista
1. Shotgun (Into the Night) (Remix) (5.17)
2. Battle Cry (Remix) (5.46)
3. You & Me (Remix) (5.00)
4. Mars Invaders (Remix) (5.07)
5. Around the Planet (5.42)
6. My Mine (5.17)
7. Excitation (5.27)
8. Final Zone (3.55)
9. Shotgun (Into the Night) (Spacemix) (8.29)